# SIG 33
15 cm sIG 33 (нем. 15 cm schweres Infanterie Geschütz 33 — 15 см тяжёлое пехотное орудие обр. 33) — 150-мм германское тяжёлое пехотное орудие времён Второй мировой войны. В 1933 году было принято на вооружение и в различных модификациях использовалась до конца войны.

## Создание
Конструкторском бюро фирмы «Рейнметалл» разрабатывали 150-мм пехотное орудие — в течение нескольких лет эта система не могла завоевать доверие военных, считавших её слишком тяжелой для полкового звена. Система могла так и кануть в небытие, если бы не советский заказ — 28 августа 1930 года с фирмой «Бютаст» (подставной фирмой) был заключен договор о поставке восьми 152-мм мортир (так классифицировались эти орудия в СССР) и помощи в налаживании лицензионного производства. Признание, полученное тяжелым пехотным орудием за рубежом, подтолкнуло немецкое военно-политическое руководство к принятию его на вооружение.
Цена производства орудия составляла 20 450 RM.

## Описание
Организационно sIG 33 относилось к полковой артиллерии, в каждом пехотном полку по штату имелось две единицы. При этом прицельная дальность под максимальный заряд составляла 4700 метров и являлась вполне достаточной. Недостатком данного орудия была относительно большая масса для использования орудия в полковом звене, и лишь неплохая моторизация вермахта существенно снижало влияние этого минуса. Однако slG33 в полках пехотных дивизий транспортировалось конной тягой. Изменения в конструкции в 1936 году в конечном итоге привели к появлению «sIG 33 Ausf. A», sIG 33 Ausf. A было довольно тяжёлым, и в 1938 году было модернизировано с использованием в лафете лёгких сплавов. Это сэкономило около 150 кг, но начало войны вынудило вернуться к модификации А. С начала 1941 года на Rheinmetall проводились опытно-конструкторские работы для уменьшения веса орудия.
Имеет ярко выраженные гаубичные свойства. Имело большой спектр боеприпасов, включавших в себя кумулятивные, дымовые снаряды и мощную надкалиберную мину. Поражающее действие осколочно-фугасного снаряда намного превосходило действие мины 120-мм полкового миномёта, при этом многократно уступает ей в скорострельности и значительно превосходя её в весе, батарея которых имелась на вооружении стрелковых полков Красной Армии в начале войны.
Заряжание раздельно-гильзовое. Затвор клиновой горизонтальный. Станок орудия — коробчатый, однобрусый. Подрессоривание отсутствовало или торсионное подрессоривание (для мехтяги). Колеса лафета — стальные или алюминиевые литые с железными шинами и резиновыми бандажами. Для перевозки на конной тяге требовалась шестёрка лошадей. Вариант с подрессориванием и резиновыми бандажами позволял буксировать орудие мехтягой со скоростью 30-35 км/ч. Орудие имело щитовое прикрытие.
Ausf. A имела алюминиевые литые с железными шинами колеса: для механизированной тяги с резиновыми бандажами, для конной тяги без них. Лафет имел торсионное подрессоривание. В походном положении в варианте для мехтяги орудие весило 1825 кг, в варианте для конной тяги — 1700 кг.
В буксируемом мехтягой варианте скорость буксировки составляла 30-35 км/ч. Как следствие, мобильность артиллерийских подразделений, оснащенных такими системами, оставляла желать лучшего. Моторизованным подразделениям требовалась самоходная техника, способная нести подобные орудия.

## Организационно-штатная структура
В полках немецких пехотных и моторизованных дивизий имелась рота лёгких пехотных орудий в составе 6 le.IG.18 и 2 тяжёлых пехотных орудий s.IG.33; кроме того, 2 лёгких пехотных орудия полагалось по штату разведывательному батальону дивизии. В 1943 году часть рот пехотных орудий вместо 2 150-мм и 6 75-мм пехотных орудий получили 12 81-мм и 4 120-мм миномёта, хотя залп роты уменьшался с 112 до 104 кг, минутный залп возрастал почти вдвое. Всего пехотная дивизия насчитывала 20 лёгких и 6 тяжёлых пехотных орудий (моторизованная, за счёт меньшего количества полков, — соответственно 14 и 4). В полках пехотных дивизий народного ополчения (пехотные дивизии сокращённой численности, формировавшиеся в 1944—1945 годах под руководством функционеров НСДАП) рота пехотных орудий имела 8 120-мм миномётов и 4 лёгких пехотных орудия.
Одно орудие sIG 33 заменялось двумя миномётами Granatwerfer 42.
Преимуществом 120-мм миномёта являлось большая дальность и значительно меньшая стоимость (немецкий миномёт 12 cm Gr.W.42 стоил 1200 рейхсмарок, то есть в 17 раз дешевле sIG 33).

## Производство
Тяжёлое пехотное орудие 15 cm s.I.G. 33 начало поступать в войска в 1933 году.
К началу Второй мировой войны немцы располагали 410 орудиями.
К 1 июня 1941 это число выросло уже до 867. Всего было изготовлено около 4700 орудий, порядка 500 из которых предназначались для САУ. К марту 1945 года в войсках числилось 1539 пехотных орудий s.I.G.33.
|      | Тип          | 1   | 2   | 3  | 4  | 5   | 6   | 7   | 8   | 9   | 10  | 11  | 12  | Всего |
| ---- | ------------ | --- | --- | -- | -- | --- | --- | --- | --- | --- | --- | --- | --- | ----- |
| 1939 | Буксируемая  |     |     |    |    |     |     |     |     | 6   | 11  | 12  | 19  | 48    |
| 1940 | Буксируемая  | 22  | 20  | 28 | 24 | 14  | 22  | 21  | 30  | 34  | 30  | 13  | 53  | 311   |
| 1941 | Буксируемая  | 44  | 60  | 39 | 48 | 60  | 46  | 48  | 48  | 24  | 19  | 46  | 14  | 496   |
| 1942 | Буксируемая  | 37  | 17  | 21 | 18 | 20  | 55  | 35  | 58  | 40  | 57  | 19  | 51  | 428   |
| 1942 | Для Sfl      |     |     |    |    |     |     |     |     |     | 24  | 25  | 19  | 68    |
| 1943 | Буксируемая  | 60  | 25  | 25 | 32 | 32  | 66  | 76  | 41  | 65  | 70  | 70  | 96  | 862   |
|      | Для Sfl      |     | 40  | 44 | 44 | 45  |     | 1   |     | 10  | 10  | 10  | 96  | 862   |
| 1944 | Разбивки нет | 84  | 83  | 86 | 92 | 103 | 130 | 145 | 160 | 156 | 173 | 201 | 200 | 1613  |
| 1945 | Разбивки нет | 230 | 108 | 72 |    |     |     |     |     |     |     |     |     | 410   |

Стоимость производства орудия составляла 20 450 рейхсмарок.

## Боевое применение

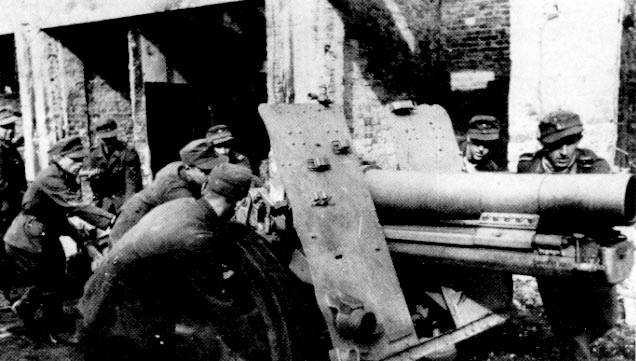
Части РОНА с sIG 33 в подавлении Варшавского восстания 1944 года.

Орудие использовалось для разрушения полевых фортификационных укреплений противника, как миномёт (при стрельбе миной весом 90 кг), как противотанковое средство (при стрельбе кумулятивными снарядами на дистанции до 1200 м снаряд пробивал броню толщиной около 160 мм).

## Боеприпасы
Данные надкалиберного снаряда (гранаты) Stielgranate 42:
Длина полная, мм: 1656
Диаметр надкалиберной части, мм: 300
Расстояние от оси снаряда до края стабилизатора, мм: 600
Вес ВВ (литого аммотола 50/50), кг: 54
Вес всего снаряда, кг: 90
Число стабилизаторов: 3
Вес заряда, г:
нитроглицеринового пороха: 760
дигликолевого пороха: 880
Дальность стрельбы, м: до 1000
Начальная скорость, м/с: 105
Взрыватель: Wgr.Z.36 головной мгновенного действия
Стабилизатор: из трёх плоскостей (перьев) и полый хвостовой стержень
| Снаряд          | Тип                         | Вес   | Наполнение                            |
| I Gr 33         | Осколочно-фугасный          | 38 кг | 7,8 кг аммотола                       |
| I Gr 38 Nb      | Дымовой                     | 38 кг | олеум/пемза                           |
| I Gr 39 Hl/A    | Кумулятивный                | 25 кг | 4,1 гексоген флегматезированный 50/50 |
| Stielgranate 42 | Надкалиберная фугасная мина | 90 кг | 54 кг аммотола                        |

## Видео
15 cm sIG 33 German Kanon